# Nazarivka, Kirovohrad
Nazarivka (în ucraineană Назарівка) este localitatea de reședință a comunei Nazarivka din raionul Kirovohrad, regiunea Kirovohrad, Ucraina.

## Demografie
Componența lingvistică a localității Nazarivka
     Ucraineană (95,67%)
     Rusă (2,67%)
     Română (1,33%)
     Alte limbi (0,33%)
Conform recensământului din 2001, majoritatea populației localității Nazarivka era vorbitoare de ucraineană (95,67%), existând în minoritate și vorbitori de rusă (2,67%) și română (1,33%).